# Maja Bons
Maja Bons (* 2003 in Berlin) ist eine deutsche Schauspielerin.

## Leben
Bons wurde 2003 in Berlin geboren. Nach Mitwirkungen in Kurzfilmproduktionen erhielt sie die Hauptrolle der Chloë in der Fernsehserie Everyone is F*cking Crazy, die im Ersten ausgestrahlt wurde. Für ihre Leistungen wurde sie 2024 für den New Faces Award nominiert. 2024 hatte sie eine Episodenrolle als Kimberly Jones in der Fernsehserie Letzte Spur Berlin inne. Im selben Jahr spielte sie die Hauptrolle der Jojo im Film Die Akademie, der auf dem Filmfest München gezeigt wurde. Außerdem war sie in der Rolle der Senta Grünfels in der Filmreihe Tatort: Es grünt so grün, wenn Frankfurts Berge blüh’n zu sehen.
Sie erhielt die Hauptrolle im Spielfilm Babystar des Regisseurs Joscha Bongard.

## Filmografie (Auswahl)
- 2022: Gumball Factory (Kurzfilm)
- 2023: Everyone is F*cking Crazy (Fernsehserie, 8 Episoden)
- 2024: Letzte Spur Berlin (Fernsehserie, Episode 13x12)
- 2024: Die Akademie
- 2024: Tatort: Es grünt so grün, wenn Frankfurts Berge blüh’n (Fernsehfilm)
- 2025: Marzahn Mon Amour (Fernsehserie, 6 Episoden)
- 2025: Späti (Fernsehserie, 8 Episoden)
- 2025: Stralsund: Blutgeld

## Auszeichnungen
- 2024: New Faces Award (Nominierungen)
- 2025: Bayerischer Filmpreis 2024 als Gewinnerin in der Kategorie Nachwuchsschauspiel[9]